# Орлицкие горы
Орлицкие горы — горная система, расположенная в северо-восточной Богемии на границе с Польшей, в центральных Судетах. Средняя высота горного массива составляет 610-850 метров. Высочайшая вершина — Велка-Дештна, достигающая 1115 метров.

## Климат
У подножья гор климатические условия теплые и мягкие, на вершине — промозглый ветер и низкая температура, среднегодовая отметка которой составляет 3°C. Столь холодная температура позволяет горнолыжному курорту функционировать на протяжении полугода.

## Население
До Второй мировой войны большинство жителей составляли немцы, что и объясняет название посёлков. После ратифицирования декретов Бенеша они были изгнаны из своих домов. На их место приглашались чешские репатрианты, словаки.

## Туризм
Особую популярность среди туристов горы получили из-за своей уединённости и живописной природы. Здесь находится большое количество памятников архитектуры, замков, крепостей. Туристам предлагаются пешеходные и велосипедные прогулки, а зимой — лыжные трассы.